# OPENsi
OPENsi 是臺灣人見人愛娛樂旗下四人男子團體，從選秀節目《原子少年》嶄露頭角，成員包括陳治廷、陳子輇、邱勝揚、黃威任。在2023年5月13日正式宣告成團出道。

## 團體資料

### 成員列表
| 陳治廷 | Leo    | 1998年12月14日 · 中華民國（臺灣）台北市 | 木星、火星 | BIBO 願望合夥人      |
| 黃威任 | Win Z  | 1999年12月16日 · 中華民國（臺灣）台北市 | 土星       | 隊長 《大嘻哈時代2》 |
| 陳子輇 | Justin | 1999年12月26日 · 中華民國（臺灣）嘉義市 | 天王星     | 《龍王少年》         |
| 邱勝揚 | yy     | 2001年8月16日 · 中華民國（臺灣）台南市  | 海王星     | 《BOYS PLANET》      |

## 經歷
2022年4月17日選秀節目《原子少年》播出，八十位參賽者分組競爭，最終四人在節目賽制中止步未能成團出道。
2023年4月30日陳治廷、陳子輇、邱勝揚、黃威任四人在味全龍主題日「龍星大樂」活動上第一次亮相，並於同年5月13日於西門町舉辦出道見面會，宣布以團名OPENsi正式出道，同時開啟「OPENsi 穿越南極星與你相見Si U募資計畫！」，6月26日參加街舞電影《舞力對決：地表撐霸》上映造勢活動，7月18日出道首發單曲A Little Love正式數位發行，同時上架音樂錄影帶。由蔡旻佑及林建良打造的第二主打單曲我為什麼難過於同年11月14日正式發行，並且同時上架音樂錄影帶。
2024年2月3日於後台BackstageCafé舉辦首場粉絲見面會《我為什麼快樂》。
2025年1月10日單曲不能沒有你數位發行，亦是團長威任首次參與創作團體歌曲。

## 音樂作品

### 數位單曲
- 2023-07-18A Little Love[6]
- 2023-11-14我為什麼難過[7]
- 2025-01-10不能沒有你[9]

## 活動演出

### 專場活動
| 年份   | 日期   | 名稱                                 | 地點              | 備註         |
| ------ | ------ | ------------------------------------ | ----------------- | ------------ |
| 2024年 | 2月3日 | OPENsi《我為什麼快樂》首場粉絲見面會 | 後台BackstageCafé | [ 8 ] [ 10 ] |

## 外部連結
- OPENsi的Facebook專頁
- OPENsi的Instagram帳戶
- YouTube上的OPENsi頻道